# Patrick Sweeney (remero)
Patrick John Sweeney (12 de agosto de 1952) es un deportista británico que compitió en remo como timonel.
Participó en tres Juegos Olímpicos de Verano, entre los años 1972 y 1988, obteniendo dos medallas, plata en Montreal 1976 (ocho con timonel) y bronce en Seúl 1988 (dos con timonel).
Ganó cuatro medallas en el Campeonato Mundial de Remo entre los años 1974 y 1987.

## Palmarés internacional
| Juegos Olímpicos   | Juegos Olímpicos         | Juegos Olímpicos  | Juegos Olímpicos        |
| Año                | Lugar                    | Medalla           | Prueba                  |
| ------------------ | ------------------------ | ----------------- | ----------------------- |
| 1976               | Montreal (Canadá)        | Medalla de plata  | Ocho con timonel        |
| 1988               | Seúl (Corea del Sur)     | Medalla de bronce | Dos con timonel         |
| Campeonato Mundial |                          |                   |                         |
| Año                | Lugar                    | Medalla           | Prueba                  |
| 1974               | Lucerna (Suiza)          | Medalla de plata  | Ocho con timonel        |
| 1977               | Ámsterdam (Países Bajos) | Medalla de oro    | Ocho con timonel ligero |
| 1986               | Nottingham (Reino Unido) | Medalla de oro    | Dos con timonel         |
| 1987               | Copenhague (Dinamarca)   | Medalla de plata  | Dos con timonel         |